# Park Narodowy Kluane
Park Narodowy Kluane (ang. Kluane National Park and Reserve, fr. Parc national et réserve de parc national Kluane) – park narodowy położony w Kanadzie. 

## Historia i powierzchnia
Został utworzony w 1972 w południowo-zachodniej części terytorium Jukon. Ma powierzchnię około 22 tys. km². Nazwa wywodzi się z języka Indian Tutczonów (szczepów południowych) i oznacza "jezioro wielkich ryb". 

## Przyroda
Na terenie parku leży Mount Logan, najwyższy szczyt Kanady (5959 m n.p.m.). Góry i lodowce pokrywają 82% powierzchni parku. W 1979 roku park ten został wraz z parkami narodowymi Wrangla-Świętego Eliasza i Glacier Bay oraz parkiem prowincjonalnym Tantshenshini-Alsek wpisany na listę światowego dziedzictwa UNESCO, ze względu na zachowany unikatowy ekosystem, niewiele zmieniony od czasów ostatniej epoki lodowcowej.
Na terenie parku występują m.in. niedźwiedź grizli oraz owca jukońska. Ta druga posiada tu największe skupisko w Ameryce.